# Antonio Miari

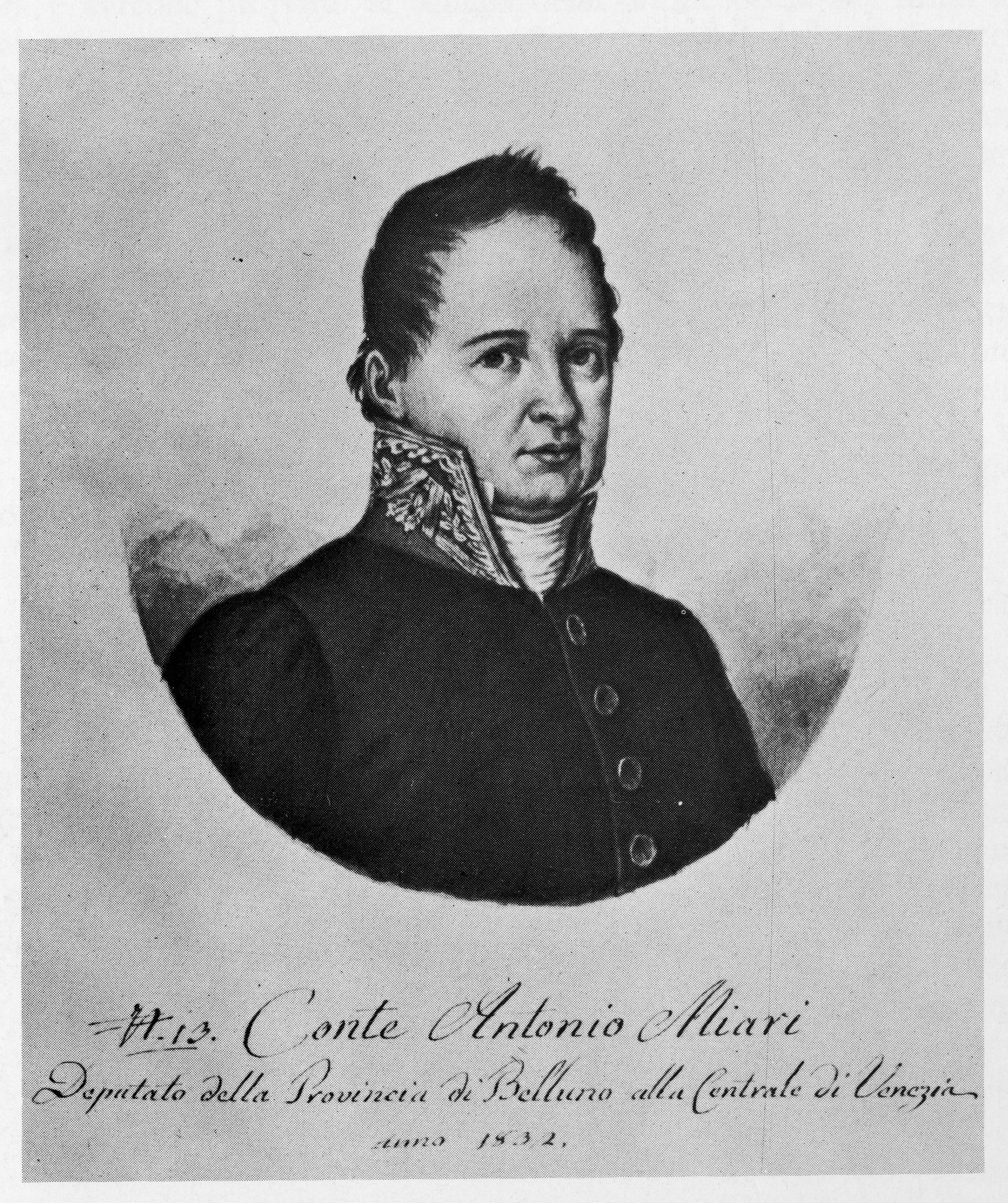
Ritratto di Antonio Angelo Miari

Antonio Angelo Miari (Belluno, 11 giugno 1778 – Sedico, 28 agosto 1854) è stato un compositore italiano.

## Biografia
Nacque a Belluno dal conte Felice (1754-1833) e da Fulcia Fulcis e fu battezzato il 13 giugno 1778. Buon dilettante di musica, compositore prolifico e pianista, ebbe la sua formazione musicale, come egli stesso narra in alcuni rapidi Cenni biografici, dapprima nella propria città, dove studiò clavicembalo con il veneziano G.B. Maschietti, e poi a Padova, dove per un biennio (1797-98) studiò contrappunto sotto la guida del maestro di cappella della basilica del Santo L.A. Sabbatini, cembalo e organo con F. Turrini e G. Valeri. Nel 1803 Antonio sposò Anna Manfredini (1781-1877) di Rovigo ed ebbe 12 figli, gran parte dei quali (in particolare Antonio Felice, compositore e strumentista, 1810-82) coltivarono interessi musicali. Il resto della sua esistenza si svolse tra il palazzo di piazza del Mercato in Belluno, la villa dominicale a Landris di Sedico (Belluno) e Venezia, dove la moglie aveva ereditato una residenza alle Zattere.
Antonio ricoprì anche incarichi pubblici: nel 1797, al tempo della Municipalità democratica, fu nominato capitano di una compagnia di ussari; durante il Regno Italico fu investito di vari ruoli presso la locale prefettura del Dipartimento della Piave (1808-13); dal 1815 al 1828 fu rappresentante dei nobili bellunesi presso la Congregazione centrale di Venezia. Qui raccolse un’ampia scelta di saggi di musica del XVIII secolo, parte dei quali fu oggetto delle esecuzioni che si tennero nei privati «veneti odeoni» che Antonio organizzò nella residenza veneziana, frequentati «dalle più celebrate dilettanti, dagli amatori i più valenti, dai più provetti maestri dell’arte» (Gazzetta privilegiata di Venezia, 14 aprile 1821). Sempre a Venezia, Antonio conobbe e frequentò operisti con i quali intrattenne rapporti di amicizia ed epistolari: F. Morlacchi, N. Vaccai, P. Bresciani, G.A. Perotti.
Secondo una memoria coeva egli «era in corrispondenza con Majerbeer, con Mayer [Mayr], con Rossini, con Donizetti, con Pavesi, […] con Aiblinger, con Furlanetto, con Callegari, […] con Fioravanti» (Belluno, Biblioteca civica, Lascito Bianca Miari Melzi d’Eril). Produsse alacremente composizioni «figlie d’alcune delle quali furono poi le onorevoli aggregazioni a diverse accademie filarmoniche d’Italia come a quella di Bologna, Bergamo, Turrino, Vinegia, Verona» (ibid., Cenni biografici, c. IV); fu inoltre socio onorario dell’Accademia di S. Cecilia a Roma (1846).
A Belluno fu deputato della Società del Nuovo teatro (1835) e nel 1850 tra i fondatori e primo presidente della Società filarmonica, che diede vita a una scuola di istruzione musicale e a un complesso orchestrale al quale Antonio destinò alcune sinfonie.
Antonio morì il 28 agosto 1854 nella propria villa di Landris.

## Opere
- L’Avaro deluso, Belluno 1807
- La moglie indiana, Venezia 1808 (su libretto di Giuseppe Urbano Pagani Cesa)
- Il prigioniere, Belluno 1808
- Un pazzo ne fa cento, 1809
- Don Chisciotte della Mancia, 1810
- La notte perigliosa, Padova 1818
- Le nozze in fumo", Belluno 1835
- Adelaide e Fernando ossia Il fortunato riconoscimento, Belluno 1824
- L’astrologo per amore, Belluno 1833
- Le nozze in fumo, Belluno 1835
- La stanza terrena, Landrìs (Sedico) 1837
- La separazione, Landrìs 1839

Compose inoltre 17 messe a cappella o con organo; 4 messe con orchestra o fiati; frammenti di messa; 6 messe di Requiem; mottetti; canzonette devozionali; 6 cantate con orchestra; cantate con basso continuo; parafrasi (5 lamentazioni e salmi); concerti; 22 sinfonie; 12 sonate; una fantasia e 9 serie di variazioni per cembalo o pianoforte; 6 sonate per organo; trii; 32 quartetti; diversi lavori cameristici, musiche per banda.

## Curiosità
Ad Antonio Miari è stata dedicata una scuola di musica originaria del XV secolo in via Catullo Tomaso, 6